# 小行星13436
小行星13436（13436 Enid）是一颗绕太阳运转的小行星，为主小行星带小行星。该小行星于1999年11月17日发现。

## 轨道参数
小行星13436的轨道半长轴为3.2090218 UA，离心率为0.122。